# Kuszk (Isfahan)
Kuszk (pers. كوشك) – miasto w Iranie, w ostanie Isfahan. W 2011 roku liczyło 12 029 mieszkańców.